# Cisimeut Raya
Cisimeut Raya is een bestuurslaag in het regentschap Lebak van de provincie Banten, Indonesië. Cisimeut Raya telt 3679 inwoners (volkstelling 2010).